# Helen Aitchison
Helen Aitchison (n. 6 decembrie 1881, Sunderland, Anglia, Regatul Unit al Marii Britanii și Irlandei – d. 26 mai 1947, Aylesbury, Anglia, Regatul Unit) a fost o jucătoare de tenis britanică, medaliată olimpică. A participat la o ediție a Jocurilor Olimpice (1912) în care a câștigat o medalie de argint.

## Participări
Lista de mai jos prezintă principalele competiții la care a participat Helen Aitchison de-a lungul carierei.
- tennis at the 1912 Summer Olympics – mixed indoor doubles[*][1]